# Qatar Ladies Open 2013
Il Qatar Ladies Open 2013 è stato un torneo di tennis giocato sul cemento. È stata l'11ª edizione del Qatar Ladies Open che faceva parte della categoria Premier nell'ambito del WTA Tour 2013. Si è giocato nel Khalifa International Tennis Complex di Doha, in Qatar dall'11 al 17 febbraio 2013.

## Partecipanti

### Teste di serie
| Nazionalità | Giocatrice          | Ranking* | Testa di serie |
| ----------- | ------------------- | -------- | -------------- |
| Bielorussia | Viktoryja Azaranka  | 1        | 1              |
| Stati Uniti | Serena Williams     | 2        | 2              |
| Russia      | Marija Šarapova     | 3        | 3              |
| Polonia     | Agnieszka Radwańska | 4        | 4              |
| Germania    | Angelique Kerber    | 6        | 5              |
| Italia      | Sara Errani         | 7        | 6              |
| Rep. Ceca   | Petra Kvitová       | 8        | 7              |
| Australia   | Samantha Stosur     | 9        | 8              |
| Francia     | Marion Bartoli      | 10       | 9              |
| Danimarca   | Caroline Wozniacki  | 11       | 10             |
| Russia      | Nadia Petrova       | 12       | 11             |
| Russia      | Marija Kirilenko    | 13       | 12             |
| Serbia      | Ana Ivanović        | 14       | 13             |
| Slovacchia  | Dominika Cibulková  | 15       | 14             |
| Italia      | Roberta Vinci       | 16       | 15             |
| Stati Uniti | Sloane Stephens     | 17       | 16             |
| Rep. Ceca   | Lucie Šafářová      | 18       | 17             |

* Ranking al 4 febbraio 2013.

### Altre Partecipanti
Giocatrici che hanno ricevuto una wild card per il tabellone principale:
- Fatma Al-Nabhani
- Heidi El Tabakh
- Ons Jabeur

Giocatrici passate dalle qualificazioni:

- Ekaterina Byčkova
- Vera Duševina
- Caroline Garcia
- Nadežda Kičenok
- Tadeja Majerič
- Bethanie Mattek-Sands
- Julija Putinceva
- Anastasija Rodionova

## Campionesse

### Singolare
Viktoryja Azaranka ha sconfitto in finale  Serena Williams per 7–6(6), 2-6, 6-3.
- È il sedicesimo titolo in carriera per Azaranka, il secondo del 2013.

### Doppio
Sara Errani /  Roberta Vinci hanno battuto in finale  Nadia Petrova /  Katarina Srebotnik con il punteggio di punteggio 2-6, 6-3, [10-6].
- È il terzo titolo stagionale per la coppia n° 1 al mondo nel ranking mondiale.